# Pyrausta purpuraria
Pyrausta purpuraria là một loài bướm đêm trong họ Crambidae.